# جیمی شارپ
جیمی شارپ (انگلیسی: Jimmy Sharp; ۱۱ اکتبر ۱۸۸۰ – ۱۸ نوامبر ۱۹۴۹) بازیکن فوتبال اهل بریتانیا بود.
از باشگاه‌هایی که در آن بازی کرده‌است می‌توان به باشگاه فوتبال آرسنال، باشگاه فوتبال فولام، و باشگاه فوتبال داندی، باشگاه فوتبال رنجرز، باشگاه فوتبال فولام، و باشگاه فوتبال چلسی و باشگاه فوتبال فولام اشاره کرد.
وی همچنین در تیم ملی فوتبال اسکاتلند بازی کرده‌است.